# Celestina (priimek)
Celestina je priimek v Sloveniji, ki ga je po podatkih Statističnega urada Republike Slovenije na dan 1. januarja 2010 uporabljalo 148 oseb in je med vsemi priimki po pogostosti uporabe uvrščen na 3.028. mesto.

## Znani nosilci priimka
- Bojan Celestina, športnik
- Gregor Celestina, spiritual
- Ingrid Celestina, "varuhinja knjig"
- Jernej Celestina, vojak in glasbenik
- Josip Celestina, matematik
- Robert Celestina, novinar, PR-ovec
- Rupert Celestina, pravnik, sodnik
- Srečko Celestina, ?
- Tomaž Celestina, novinar